# Ерман, Мухтар Тилдабекулы
Мухтар Тилдабекулы Ерман каз. Мұхтар Тілдәбекұлы Ерман; род. 5 сентября 1963, Южно-Казахстанская область, Казахская ССР, СССР) — казахстанский государственный и общественный деятель, депутат Мажилиса Парламента Республики Казахстан VI и VII созывов. Секретарь Комитета по международным делам, обороне и безопасности Мажилиса Парламента Республики Казахстан.

## Биография
Родился в 1963 году в совхозе «Тимурский» Кзылкумского района Южно-Казахстанской области.
Окончил Казахский государственный университет имени С.М. Кирова (1986). Историк, преподаватель истории с преподаванием на иностранном языке. Казахский национальный университет имени аль-Фараби (1998) Юрист.
Трудовую деятельность начал в 1986 году ассистентом, стажером Алма-Атинского архитектурно-строительного института.
1993—1999 Региональный менеджер компании «Яшар холдинг», г. Алматы.
1999—2005 Директор ГП «Алматыжарнама», г. Алматы.
2005—2006 Заместитель секретаря, секретарь Центрального аппарата РОО "Республиканская партия «Асар», г. Алматы.
2006—2008 Заместитель руководителя Центрального аппарата партии «Нұр Отан», г. Астана.
03.2008-11.2008 Секретарь Центрального аппарата НДП «Нұр Отан», г. Астана.
2008—2013 Заместитель руководителя Центрального аппарата НДП «Нұр Отан», г. Астана.
2013—2014 Первый заместитель Генерального директора ТОО «Первый канал «Евразия», г. Астана.
2014—2016 Руководитель аппарата фракции партии «Нұр Отан» в Мажилисе Парламента РК, г. Астана.
2016 год — депутат Мажилиса Парламента РК шестого созыва, член фракции партии «Нұр Отан» в Мажилисе Парламента РК.
С февраля 2018 года по декабрь 2020 года председатель Комитета по международным делам, обороне и безопасности Мажилиса Парламента Республики Казахстан.
С 2021 года по 2022 год — депутат Мажилиса Парламента Республики Казахстан VII созыва. Секретарь Комитета по международным делам, обороне и безопасности Мажилиса Парламента Республики Казахстан.
С 2019 года по 2022 год являлся председателем Общественного совета Министерства иностранных дел РК.

## Награды
- Орден Курмет (2012г.)
- орден МПА СНГ «Содружество» (2021г.)

Медали:
- медаль «Ерен еңбегі үшін» (2007 г.)
- юбилейная медаль «Қазақстан Республикасының тәуелсіздігіне 20 жыл» (2011г.)
- юбилейная медаль «Қазақстан Республикасының Тәуелсіздігіне 25 жыл» (2016 г.)
- медаль МПА СНГ "За укрепление парламентского сотрудничества" (2017 г.)
- юбилейная медаль «Астана 20 жыл» (2018г.)
- юбилейная медаль «Қазақстан Республикасының Конституциясына 25 жыл» (2020г.)
- юбилейная медаль «Қазақстан Халқы Ассамблеясына 25 жыл» (2020г.)
- юбилейная медаль «Қазақстан Республикасының Тәуелсіздігіне 30 жыл» (2021 г.)
- Медаль «За укрепление парламентского сотрудничества» (27 марта 2017 года, Межпарламентская ассамблея СНГ) — за особый вклад в развитие парламентаризма, укрепление демократии, обеспечение прав и свобод граждан в государствах — участниках Содружества Независимых Государств[3]
- Почётная грамота Совета Межпарламентской Ассамблеи государств — участников Содружества Независимых Государств (27 ноября 2020 года, Межпарламентская ассамблея СНГ) — за активное участие в деятельности межпарламентской Ассамблеи и её органов, вклад в укрепление дружбы между народами государств — участников Содружества Независимых Государств[4]